# سهره زرد پیشانی‌نارنجی
سهره زرد پیشانی‌نارنجی (نام علمی: Sicalis columbiana) گونه‌ای از پرندگان آمریکای جنوبی از خانواده فرخندگان است که پراکندگی بسیار گسسته با S.c. columbiana یافت‌شده در کلمبیا و ونزوئلا، S. c. goeldii در امتداد رودخانه آمازون در برزیل و S. c. goeldii در شرق مرکزی برزیل دارد. در مناطق نیمه‌باز، به‌طور معمول در نزدیکی آب و گاهی نزدیک به انسان یافت می‌شود. جنس نر شباهت زیادی به سهره زعفرانی دارد، اما کوچکتر است، پیشانی نارنجی آشکارتری و رنگ‌های تاریکی دارد. ماده به‌طور کلی خاکستری زیتونی با بخش زیرتنه مایل به سفید و تا بال و دم زرد است.